# Slaga

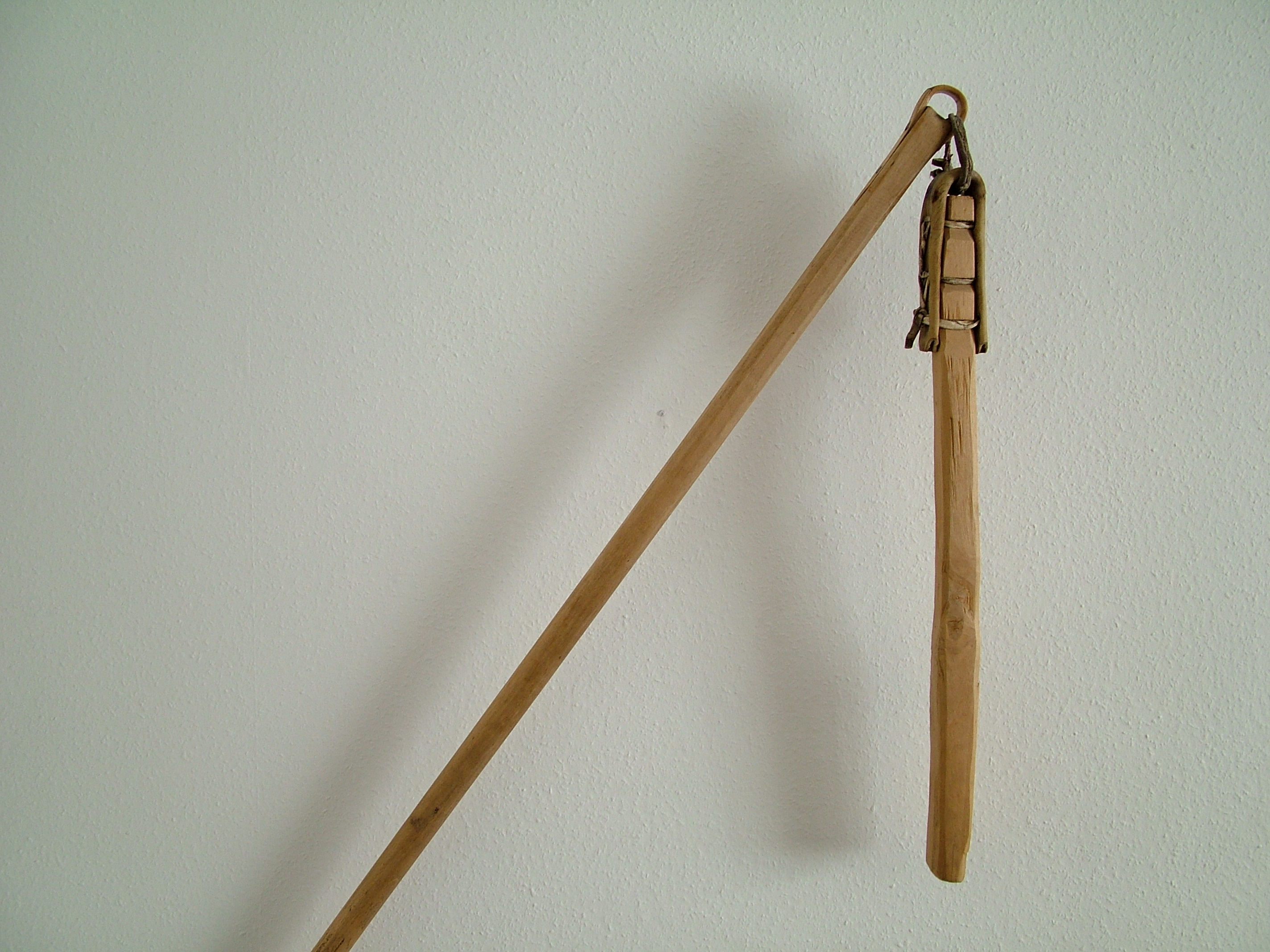
Slaga från norra Skandinavien

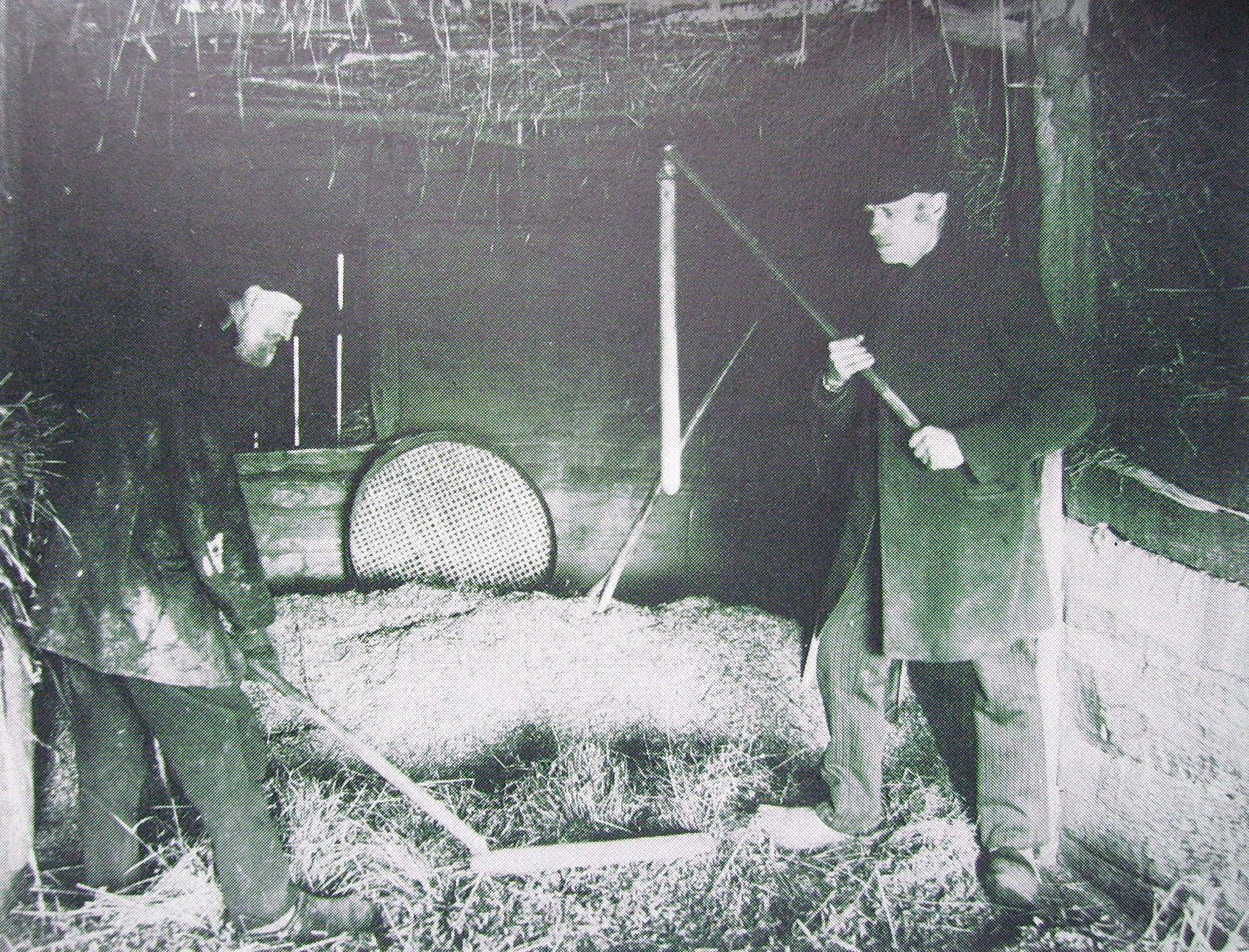
Tröskning med slaga i Hudene, Västergötland, 1903

Slaga är ett jordbruksredskap för tröskning av säd och frö och består av en släng som är rörligt fäst vid ett skaft. Hur de är sammanbundna varierar och hade förr tydliga geografiska särdrag. Gemensamt för de nordiska (exkl. Finland) var att slängan kunde rotera kring toppen på skaftet genom att senor, läder eller skinn gled runt en knopp eller liknande. I Skåne och Dannmark var knoppen ofta en spik med stort huvud. Ålskinn som har hög slitstyrka har i vissa fall används för att binda samman slagan. 
Tröskemännen arbetade inomhus i stora sädeslador där de bankade sädeskornen ut ur sädens ax och ärtornas baljor. Tröskarna svängde slängen i en cirkelrörelse så den landade med hela sin längd på säden som låg utbredd på loggolvet. Detta utfördes taktfast och metodiskt tills sädeskornen var uttröskade varpå halmen rystes så all korn föll ur. Sedan sopades det tröskade bort i en hög och nya sädeskärvar lades ut och bands upp för att tröskas. Verktyget kan ha använts i Västeuropa redan kring tiden för början av vår tideräkning men kom inte till Norden förrän i början av 1000-talet.
Det fanns även ett medeltida vapen kallat stridsslaga som baserades på verktygets slagkraftiga konstruktion. 